# Kees van Amstel
Kees van Amstel, pseudoniem van Kees Stam (Haarlem, 24 mei 1965), is een Nederlands cabaretier, columnist, acteur en tekstschrijver.
Van Amstel is comedian bij het gezelschap Comedytrain, schrijver en acteur bij het satirische sketchprogramma Klikbeet, maakte cabaret voor Spijkers met koppen en is een van de breinen achter Dit was het nieuws. Naast zijn werk als cabaretier, acteur en schrijver staat hij als docent voor de klas.

## Carrière
Van Amstel groeide op in Zandvoort. Hij besloot net als zijn vader leraar te worden en ging aan de slag als docent Engels bij een ROC in Den Haag.
Hij ontdekte het podium pas laat in zijn leven; op zijn 38ste stapte hij voor het eerst een stand-up-podium op, eigenlijk als therapie voor een mislukte relatie. Hierna werd hij aangenomen bij Comedytrain. In 2007 en in 2009 speelde Van Amstel in een 'sell-out show' op het Fringe Festival in Edinburgh onder de paraplu van Amsterdam Underground Comedy Collective. In seizoen 2008-2009 zette hij zijn eerste schreden op het cabaretpad met het korte programma Opkroppen in de Cabarestafette en in dubbeloptredens met cabaretier Eric van Sauers. In seizoen 2009-2010 en 2010-2011 kwam het programma Hoe word ik gelukkiger dan mijn buurman (zonder dat het veel kost). Hij maakt deze voorstelling samen met Rob Urgert. Hierna volgende zijn avondvullende cabaretvoorstelling Jong, hip, fris en andere gruwelijkheden. In seizoen 2016-2017 en 2017-2018 stond Van Amstel met De man die ik niet wilde worden in de theaters. De regie was in handen van Hans Sibbel. Op 14 mei 2017 beleefde hij zijn première in De Kleine Komedie in Amsterdam. Er werden recensies geschreven door o.a. NRC Handelsblad, Cabaret.nl en de Theaterkrant. Tussen 2018 en 2022 - met onderbrekingen in verband met de coronacrisis in Nederland - stond Van Amstel met Een bang jongetje dat hele enge dingen doet in de Nederlandse theaters. Voor dit programma werkte hij opnieuw samen met Hans Sibbel. Hetzelfde geldt voor Vluchtweg altijd vrijhouden, waarmee hij vanaf 2022 optrad. 

### Televisie en schrijfwerk
Van Amstel was van 2003 tot en met 2009 vast lid van het cabaret-team van Spijkers met koppen. Op televisie was hij te zien in korte sketches bij Jokebox (BNN), Koefnoen (AVRO), The Daily Show: Nederlandse editie en Onder de tram (VARA). Van Amstel schreef columns voor onder meer het Algemeen Dagblad. Ook schrijft en schreef hij teksten voor televisieprogramma's als Dit was het nieuws, Onder de tram, Jansen op jacht, Volgende Week, Vrijdagmiddag Live, Panache, Koefnoen, Zonde van de Week, Tussen de oren en Q-Music. In 2016 heeft hij bijgedragen aan de tekst die Mark Rutte uitsprak voor het Correspondents' Dinner.
Van Amstel was negen jaar lang columnist bij het radioprogramma De Nieuws BV van BNNVARA op NPO Radio 1, waar hij op de vrijdag in totaal 395 keer een column verzorgde. Van Amstel moest als columnist per 1 januari 2024 (samen met Dolf Jansen en Ellen Deckwitz) plaats maken voor nieuwe columnisten, volgens een van zijn laatste columns omdat hij als “witte man van middelbare leeftijd” niet divers genoeg was.
Als acteur was Van Amstel te zien in de tv-series De Luizenmoeder en Mancave en de telefilm Billy. Sinds 2017 is Van Amstel vaste schrijver en acteur bij het satirische sketchprogramma Klikbeet, uitgezonden op NPO 3. In 2019 deed van Amstel mee aan het televisieprogramma De Slimste Mens waar hij de finale bereikte en als tweede eindigde.
In 2023 deed van Amstel mee aan het televisieprogramma Weet Ik Veel. In 2024 deed hij samen met Andries Tunru mee aan het televisieprogramma Popquiz Oranje.

### Theaterprogramma's
- 2009-2011: Hoe word ik gelukkiger dan mijn buurman (zonder dat het veel kost) (samen met Rob Urgert)
- 2012-2015: Jong, hip, fris en andere gruwelijkheden
- 2016-2018: De man die ik niet wilde worden
- 2018-2022: Een bang jongetje dat hele enge dingen doet[7][12]
- 2022-2024: Vluchtweg altijd vrijhouden
- 2024-heden: Dit gaat allemaal van jullie eigen tijd af